# L'Arche de monsieur Servadac
Pour plus de détails, voir Fiche technique et Distribution.
L'Arche de monsieur Servadac (Na kometě, littéralement Sur la comète) est un film tchécoslovaque réalisé par Karel Zeman, inspiré librement du roman Hector Servadac de Jules Verne, et sorti en 1970.

## Fiche technique
- Titre original : Na kometě
- Titre français : L'Arche de monsieur Servadac
- Réalisation : Karel Zeman
- Scénario : Karel Zeman et Jan Procházka, d'après le roman de Jules Verne
- Pays d'origine : Tchécoslovaquie
- Format : Couleurs - 35 mm - 1,66:1 - Mono
- Genre : aventure, comédie, science-fiction
- Durée : 74 minutes
- Date de sortie : 9 octobre 1970

## Distribution
- Emil Horváth (cs) : Porucík Servadac
- Magda Vášáryová : Angelika
- František Filipovský : plukovník Picard
- Čestmír Řanda (cs) : Spanelský konzul
- Josef Hlinomaz (cs) : capitaine Lacoste